# Jiří Novák (siatkarz)
 Jiří Novák (ur. 19 listopada 1974 w Uściu nad Łabą) – czeski siatkarz, grający na pozycji przyjmującego, reprezentant Czech. Od 2020 roku jest trenerem męskiej reprezentacji Czech.

## Sukcesy zawodnicze

### klubowe
Puchar Czech:
- 1996

Puchar CEV:
- 1996, 2006

Mistrzostwo Czech:
- 1996
- 1997

Puchar Francji:
- 2000, 2001, 2004

Puchar Europy Zdobywców Pucharów:
- 2000

Mistrzostwo Francji:
- 2000, 2001, 2002, 2003, 2006, 2007, 2008, 2009

Superpuchar Europy:
- 2000, 2001

Liga Mistrzów:
- 2001

Superpuchar Francji:
- 2004, 2006

## Sukcesy trenerskie

### klubowe
Mistrzostwo Czech:
- 2018, 2021, 2022[1]
- 2023[2]

Superpuchar Czech:
- 2021, 2022[3]

### reprezentacyjne
Liga Europejska:
- 2022[4]
- 2025[5]
- 2024[6]